# Geldwisselautomaat

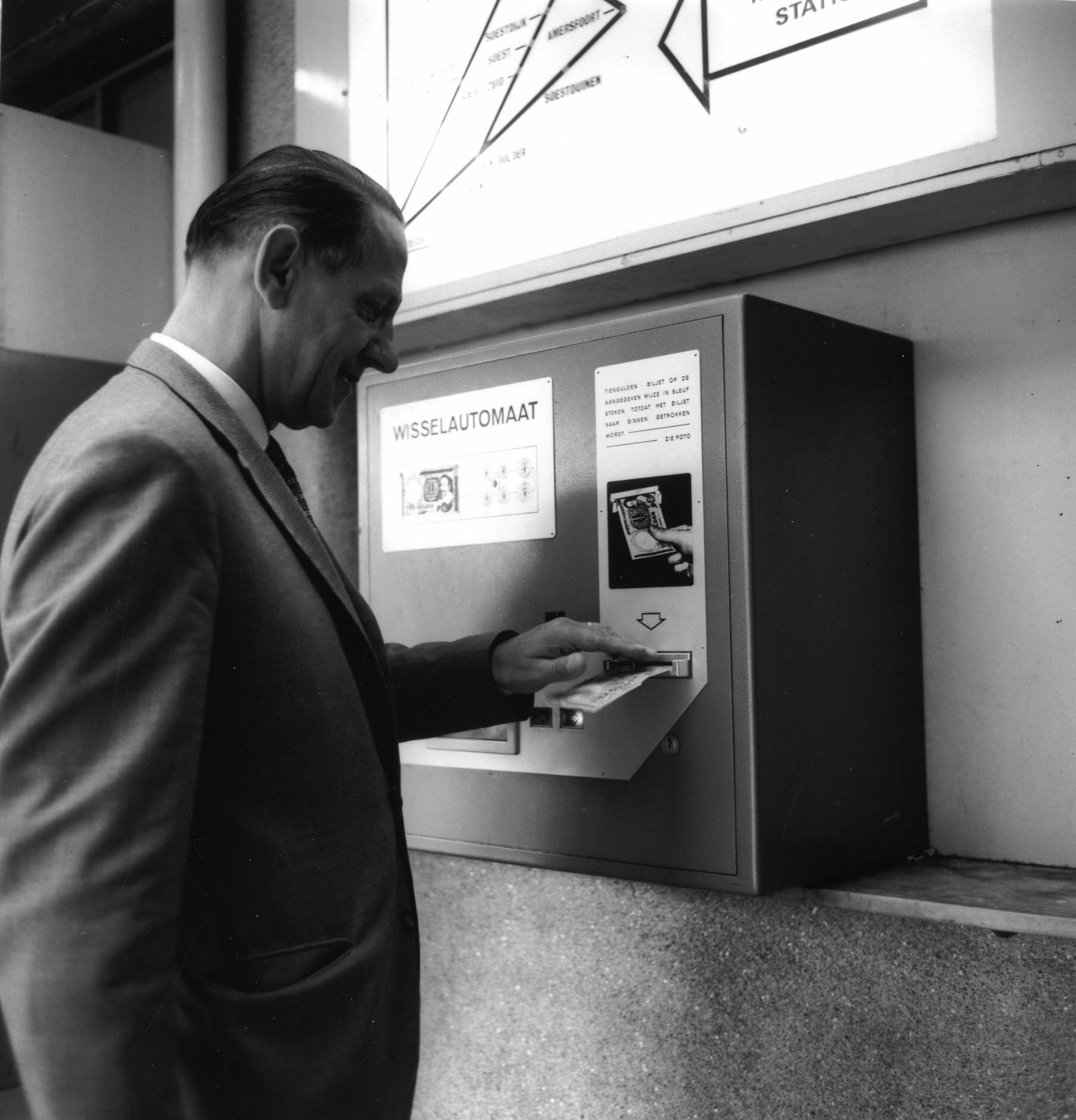
Geldwisselautomaat in 1971 waar toen ook een biljet van 10 gulden kon worden gewisseld

Een geldwisselautomaat is een apparaat waarmee munten van grotere waarde kunnen ingeruild worden tegen munten van kleinere waarde. Zo kan men een muntstuk van 2 euro omruilen voor 2 muntstukken van 1 euro of 4 muntstukken van 50 eurocent of andere grootheden wanneer andere valuta worden gehanteerd. Daarnaast zijn er ook geldwisselautomaten die bankbiljetten van 5, 10 of 20 euro accepteren en daar munten voor teruggeven. 
Vroeger waren geldwisselautomaten mechanisch van aard en diende men na inworp aan een schuif te trekken waarna de wisselmunten naar beneden vielen. De meeste geldwisselautomaten zijn elektronisch en vallen de wisselmunten na inworp automatisch naar beneden.
Geldwisselautomaten komen vooral voor bij gelegenheden waar men wel met muntgeld, maar niet met bankbiljetten kan betalen, bijvoorbeeld bij een automatiek, een spoorwegstation, een parkeergarage of een bedrijfskantine. Geldwisselautomaten worden anno 2024 minder nodig, omdat men vaker (ook, of alleen) met een bankpas kan betalen.